# Печаровци
Печаровци (словен. Pečarovci, мађ. Szentsebestyén) су насељено место у општини Пуцонци, Помурска регија, Словенија.

## Историја
До територијалне реорганизације у Словенији били су у саставу старе општине Мурска Собота.

## Становништво
У попису становништва из 2011. године, Печаровци су имали 420 становника.
| Број становника према пописима | Број становника према пописима | Број становника према пописима |
| ------------------------------ | ------------------------------ | ------------------------------ |
| 1991                           | 2002                           | 2011                           |
| 457                            | 414                            | 420                            |

## Галерија
- ватрогасна станица
- табла